# Herbita artayctes
Herbita artayctes là một loài bướm đêm trong họ Geometridae.